# Mikio Ōyama
Mikio Ōyama (jap. 大山 三喜雄 Ōyama Mikio;  * 29. Oktober 1955) ist ein ehemaliger japanischer Eisschnellläufer.

## Werdegang
Ōyama startete international erstmals in der Saison 1975/76. Dabei belegte er bei den Olympischen Winterspielen 1976 in Innsbruck den 24. Platz über 1000 m sowie den 18. Rang über 500 m und bei der Sprintweltmeisterschaft 1976 in Berlin den 16. Platz im Sprint-Mehrkampf. In der Saison 1976/77 wurde er japanischer Meister im Sprint-Mehrkampf und lief bei der Mehrkampfweltmeisterschaft 1977 in Heerenveen auf den 27. Platz im Großen Vierkampf sowie bei der Sprintweltmeisterschaft 1977 in Alkmaar auf den 21. Rang im Sprint-Mehrkampf. In der folgenden Saison siegte er erneut bei den japanischen Meisterschaften im Sprint-Mehrkampf und errang bei der Sprintweltmeisterschaft 1978 in Lake Placid den 19. Platz im Sprint-Mehrkampf. Letztmals international startete er in der Saison 1980/81. Dabei lief er bei der Sprintweltmeisterschaft 1981 in Grenoble erneut auf den 19. Platz im Sprint-Mehrkampf.

## Erfolge

### Olympische Spiele
- 1976 Innsbruck: 18. Platz 500 m, 24. Platz 1000 m

### Mehrkampf-Weltmeisterschaften
- 1977 Heerenveen: 27. Platz Großer Vierkampf

### Sprint-Weltmeisterschaften
- 1976 Berlin: 16. Platz Sprint-Mehrkampf
- 1977 Alkmaar: 21. Platz Sprint-Mehrkampf
- 1978 Lake Placid: 19. Platz Sprint-Mehrkampf
- 1981 Grenoble: 19. Platz Sprint-Mehrkampf

## Persönliche Bestzeiten
| Disziplin | Zeit        | Datum             | Ort         |
| --------- | ----------- | ----------------- | ----------- |
| 500 m     | 38,09 s     | 13. Januar 1979   | Matsumoto   |
| 1000 m    | 1:18,00 min | 28. März 1977     | Almaty      |
| 1500 m    | 2:02,66 min | 20. Dezember 1979 | Fujiyoshida |
| 3000 m    | 4:53,63 min | 24. Februar 1979  | Alkmaar     |
| 5000 m    | 8:11,41 min | 12. Februar 1977  | Heerenveen  |